# Романелли, Джованни Франческо
Джованни Франческо Романелли (итал. Giovanni Francesco Romanelli; 1610, Витербо — 1662, Витербо) — итальянский живописец академического направления римской школы по прозванию «Витербезе» (Viterbese) — «Парень из Витербо» или «Раффаэллино» (Raffaellino) — «Маленький Рафаэль».

## Биография
Джованни Франческо родился в Витербо в семье Лауры де Анжелис и Бартоломео Романелли. В возрасте четырнадцати лет отправился в Рим, чтобы учиться на художника, и через несколько лет снискал покровительство кардинала Франческо Барберини. Он стал учеником Доменикино, затем работал в мастерской Пьетро да Кортона, ведущего художника своего времени, но с последним отношения испортились, и Романелли покинул его мастерскую. В 1639 году он был избран принцепсом (председателем) престижной Академии Святого Луки в Римe.
В 1637—1642 годах Романелли работал по заказам папы Урбана VIII (в миру Маффео Барберини), но после смерти папы в 1644 году, когда папой стал Иннокентий X (Джамбаттиста Памфили), и семья Барберини впала в немилость, покровительство Романелли пошло на спад. В 1645 году, по приглашению кардинала Мазарини, Романелли приехал в Париж. Для дворца кардинала Мазарини (ныне Национальная Библиотека) был написан цикл фресок на основе «Метаморфоз» Овидия. Также в Лувре Романелли расписал «Зал Времён года» и «Большой Кабинет» апартаментов Анны Австрийской (матери Людовика XIV). Во Франции король Людовик XIV сделал его кавалером ордена Святого Михаила.

## Творчество
Романелли работал под влиянием картин Никола Пуссена, это определило общую академическую направленность его творчества. Среди его картин — «Снятие с креста» в церкви Сант-Амброджо-делла-Массима, «Введение во храм», которое было перенесено на алтарь базилики Святого Петра (ныне в римской церкви Санта-Мария-дельи-Анджели-э-дей-Мартири), и «Венера, льющая бальзам на раны Энея» (ныне в парижском Лувре). Он также написал «Израильтяне, собирающие манну» (Лувр); «Нахождение Моисея» (Художественный музей Индианаполиса) и «Сибиллу» в Музее Каподимонте в Неаполе.
Сын и ученик Джованни Франческо — Урбано Романелли (1652—1682) — также живописец. Другой ученик —Джованни Монери. Под фамилией Романелли, Романино или Романелло, известны и другие художники (не родственники Джованни Франческо).

## Галерея

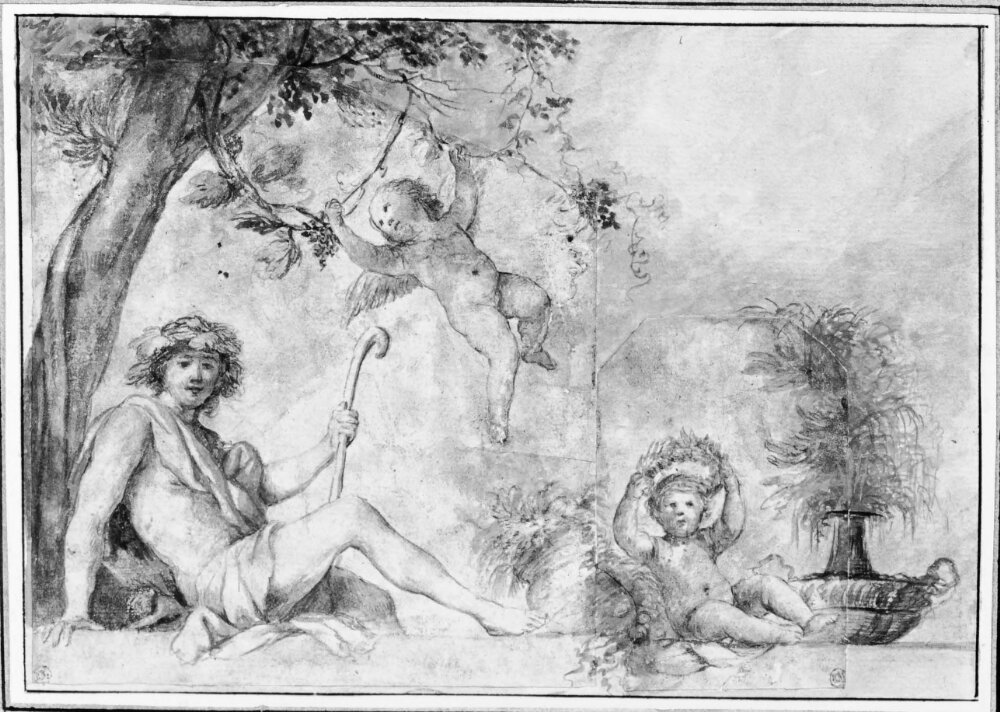
Осень. Подготовительный рисунок к росписи плафона в Лувре. 1656. Бумага, итальянский карандаш. Национальный музей изобразительных искусств
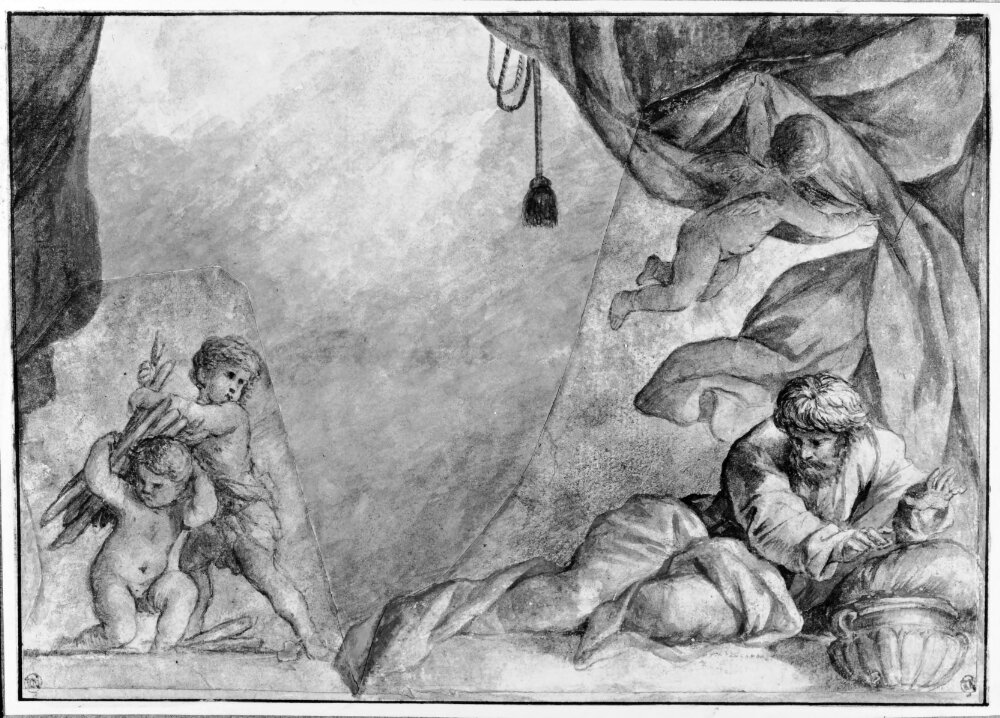
Зима. Подготовительный рисунок к росписи плафона в Лувре. 1656. Бумага, итальянский карандаш. Национальный музей изобразительных искусств
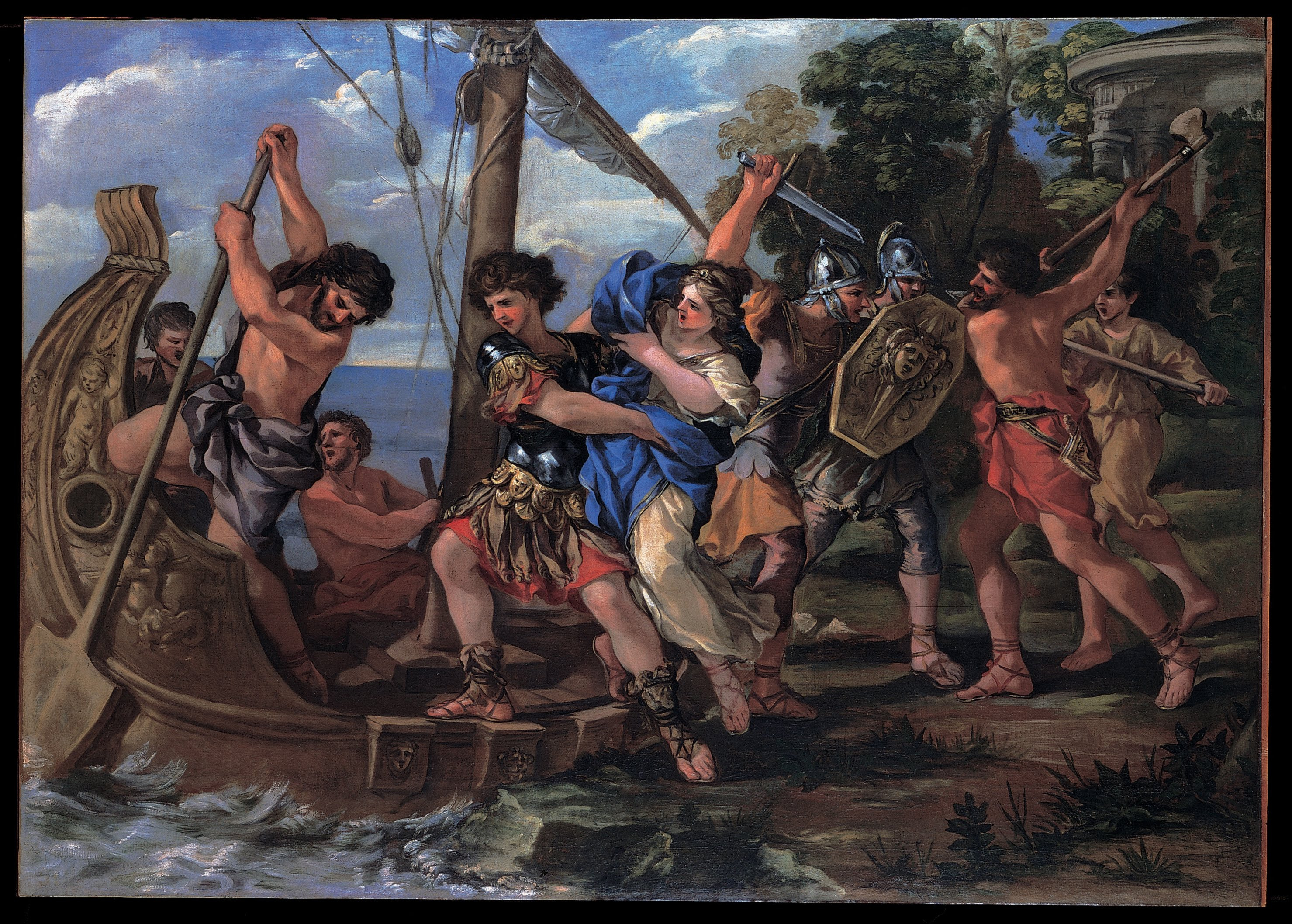
Похищение Елены. Между 1630 и 1632. Холст, масло. Капитолийские музеи, Рим
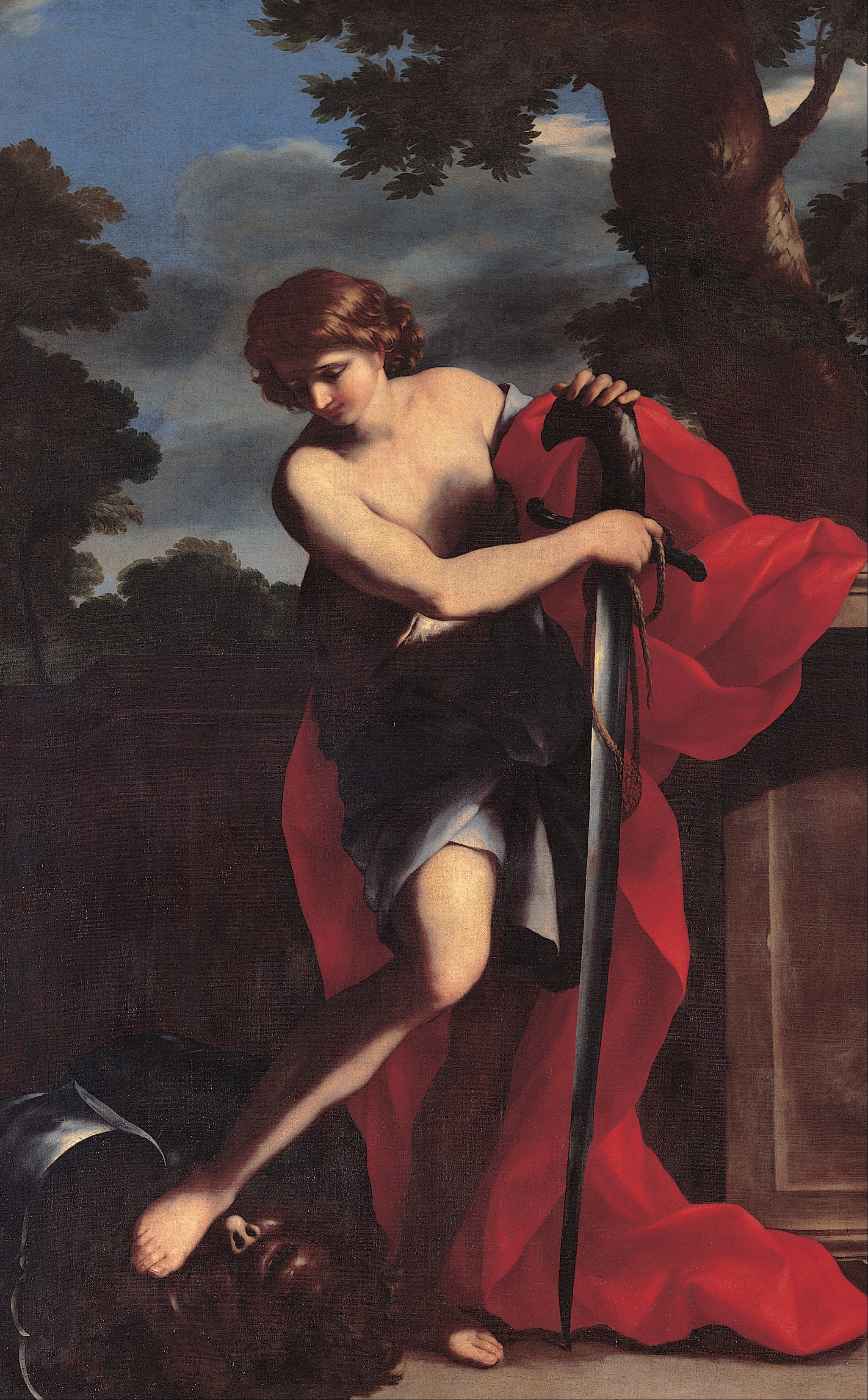
Давид. Между 1635 и 1640. Холст, масло. Капитолийские музеи, Рим
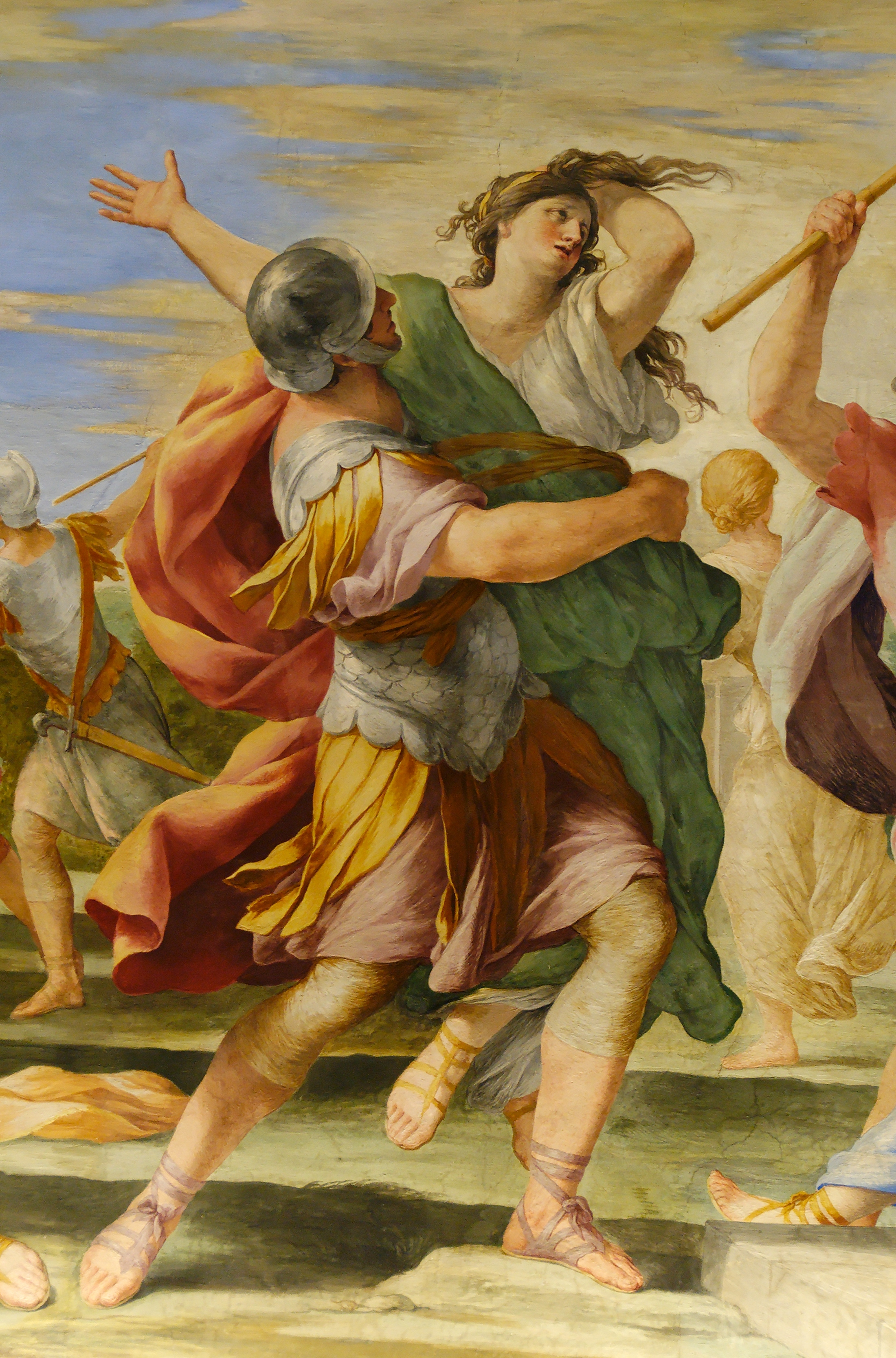
Похищение сабинянок. Деталь фрески плафона в «Кабинете королевы». 1655–1658. Лувр, Париж
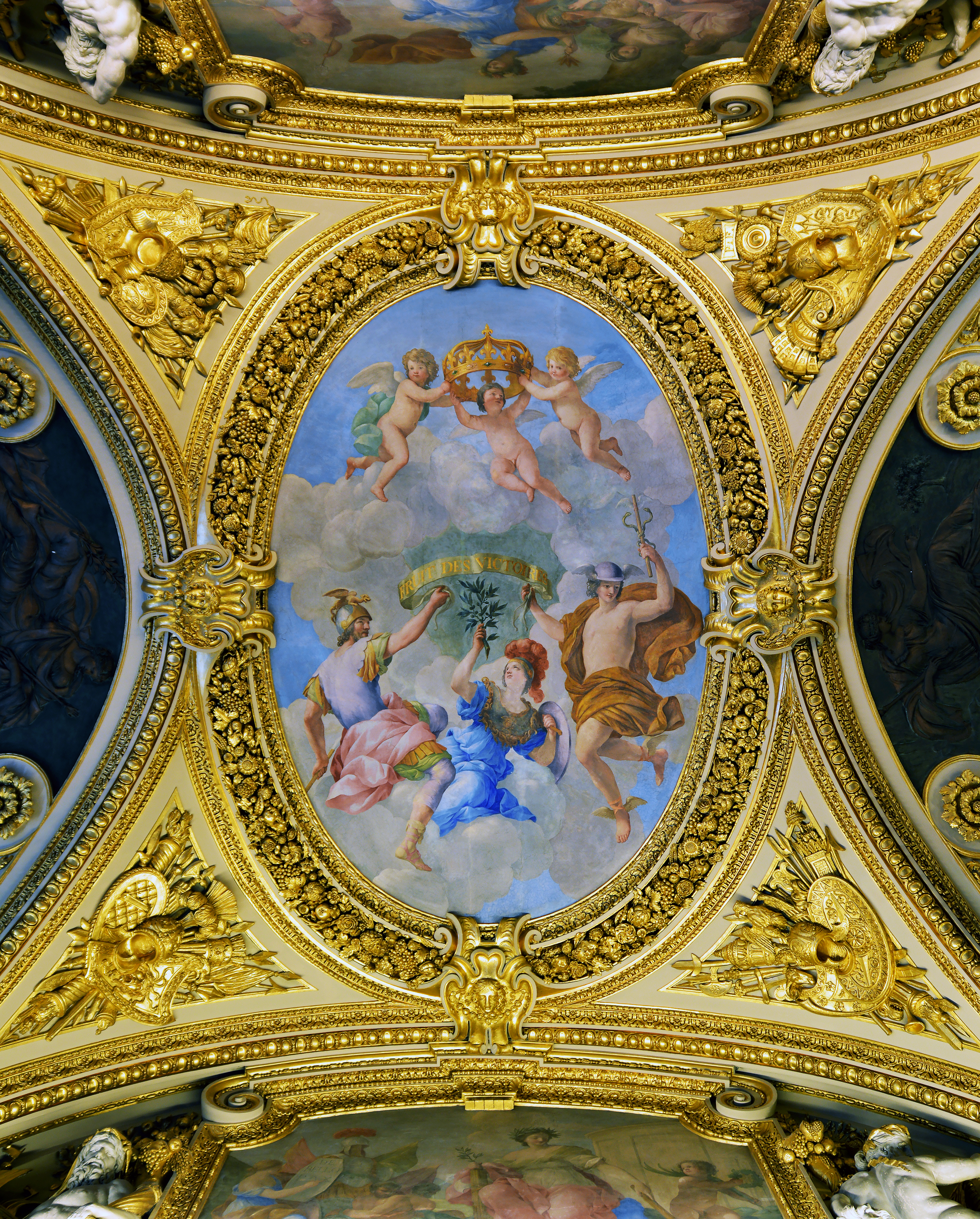
Аллегория Пиренейского договора. Деталь фрески летних апартаментов королевы. Между 1655 и 1658. Лувр, Париж
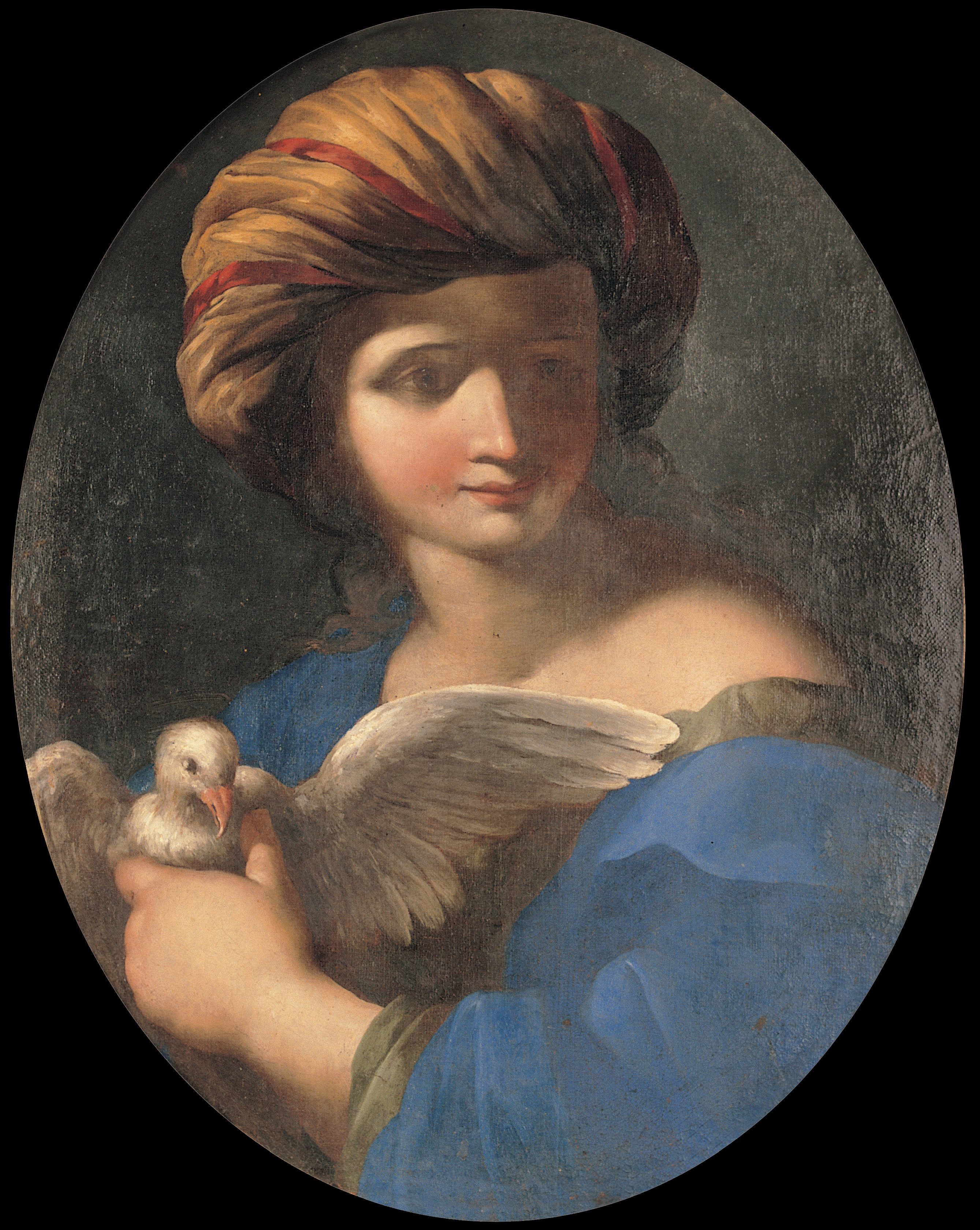
Невинность. 1650. Холст, масло. Капитолийские музеи, Рим
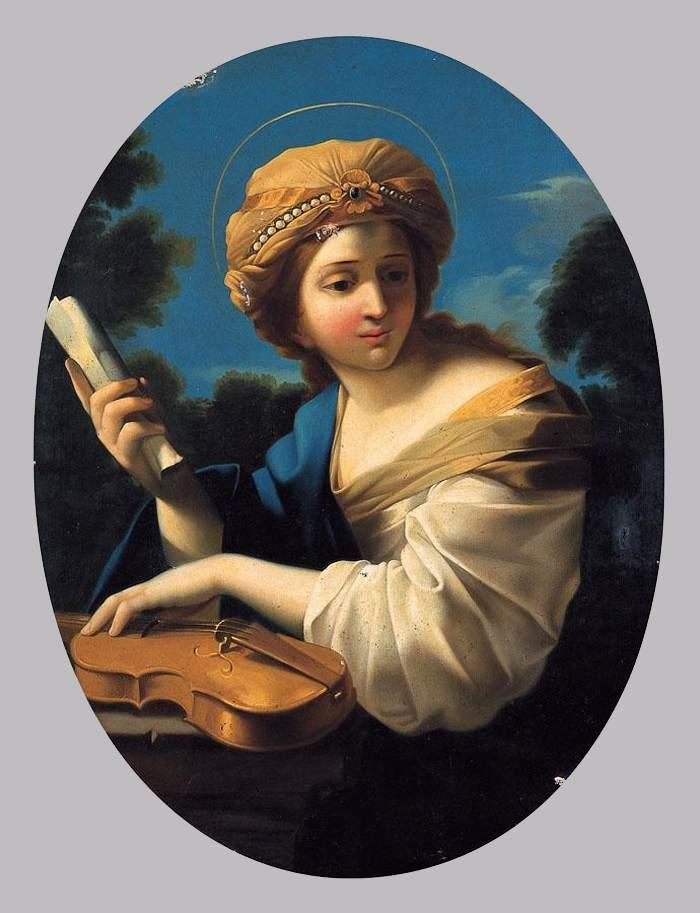
Св. Чечилия (Сесилия). Холст, масло. Частное собрание
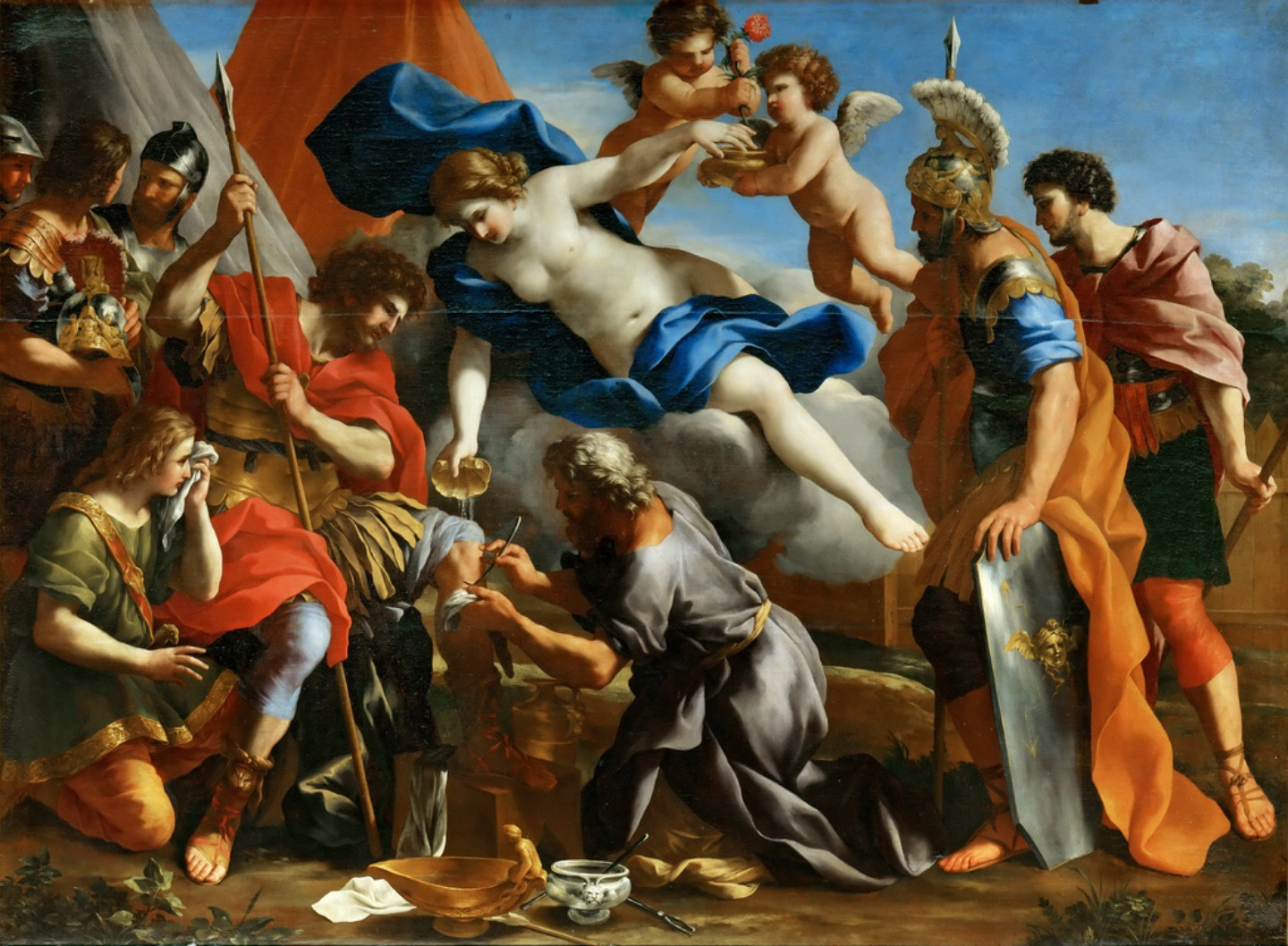
Венера, льющая бальзам на раны Энея. 1650. Холст, масло. Лувр, Париж
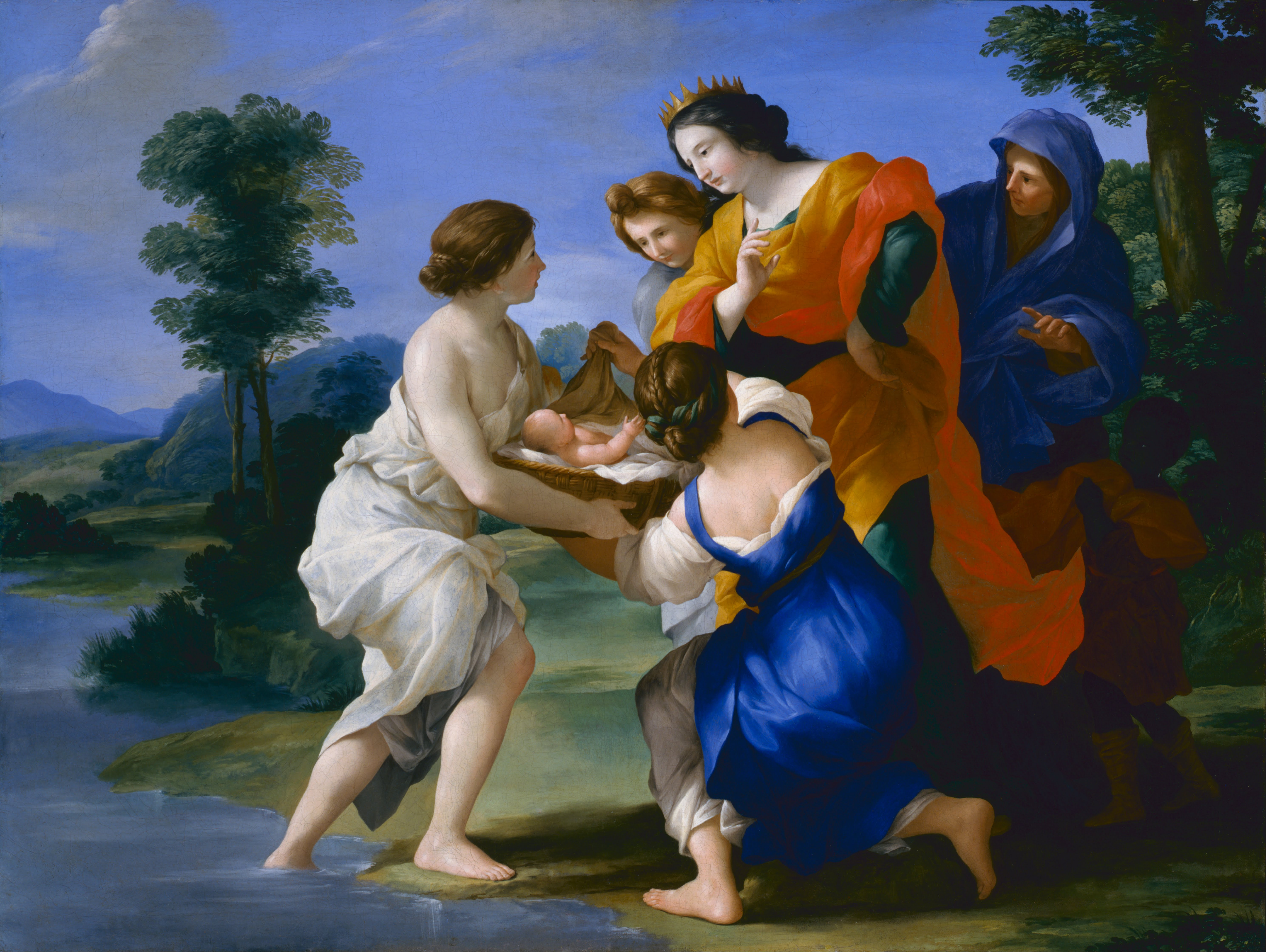
Нахождение Моисея. Ок. 1656. Холст, масло. Художественный музей Индианаполиса, США